# Şiştəpə
Şiştəpə è un comune dell'Azerbaigian situato nel distretto di Şəmkir.